# Grand séminaire de Limoges
Le grand séminaire de Limoges est un ancien séminaire catholique érigé par lettres patentes le 5 janvier 1657 à Limoges, et fermé définitivement en 1958. Les bâtiments du dernier grand séminaire, construit à partir de 1914, abritent la « Maison diocésaine » du diocèse de Limoges.

## Histoire

### Premiers grands séminaires de Limoges
Les grands séminaires sont institués par le concile de Trente, mais il faut attendre la seconde moitié du XVIIe siècle dans le royaume de France pour que ces établissements de formation des prêtres diocésains voient le jour. Celui de Limoges, le quatrième ou cinquième du royaume, est érigé à la demande de l'évêque François de La Fayette (1627-1676) d'après les lettres patentes du 5 janvier 1657. Un prêtre ami de l'évêque, du nom de Martial de Maledent de Savignac, dirige ce séminaire qui prend le nom de « séminaire de la Mission », car il sert aux missions rurales du diocèse, ainsi qu'au service des malades de l'hôpital de Limoges. Mgr de La Fayette approuve aussi en 1660 la fondation d'une maison de formation de clercs par deux frères prêtres, les frères Ruben, à Bujaleuf qui est transférée en 1661 au château d'Isle . Les deux établissements fusionnent en 1664.

### Séminaire sulpicien des Ordinands
En 1666 l'évêque fonde à part le « séminaire des Ordinands » destiné exclusivement au clergé diocésain (en dehors des missions rurales et du service hospitalier). Il s'installe près de l'église Sainte-Marie. Son directeur nommé en 1666, M. Jean Bourdon, s'agrège à la compagnie de Saint-Sulpice et ainsi le grand séminaire est affilié aux sulpiciens avec l'accord de l'évêque, accord qui se poursuit pendant toute l'existence du grand séminaire.
À la Révolution, le séminaire est fermé et l'édifice est nationalisé et vendu en tant que bien national. 

### Auxixesiècle
Après le Concordat de 1801, le séminaire se forme à nouveau à la Maison des Allois, puis s'installe à l'ancienne abbaye de la Règle en partie démolie et aujourd'hui détruite. Les séminaristes et leurs formateurs sont expulsés et ses archives nationalisées après la loi de séparation de l'Église et de l'État à la fin de 1905. Ils s'installent pour un temps à l'ancien couvent de la Visitation.

### Grand séminaire de 1914
Puis le diocèse de Limoges fait construire à partir d'avril 1914 un nouveau séminaire en forme de U de 9 000 mètres carrés qui est inauguré en 1921 rue Eugène-Varlin.
Le séminaire ferme pour des raisons financières en 1958 et abrite désormais la « Maison diocésaine ». Celle-ci accueille l'internat du lycée Saint-Jean, un foyer de jeunes travailleurs, des appartements de prêtres et une partie des bureaux diocésains. L'édifice a été restauré en 2013-2014.

## Professeurs
- François Frétellière (1951-1953), futur évêque de Créteil

## Élèves
- Louis Pénicaud (début des années 1890), futur vicaire apostolique en Chine
- François Richard (années 1750), abbé poète
- Pierre-Eugène Rougerie (première moitié des années 1850), futur évêque de Pamiers